# 価電子帯

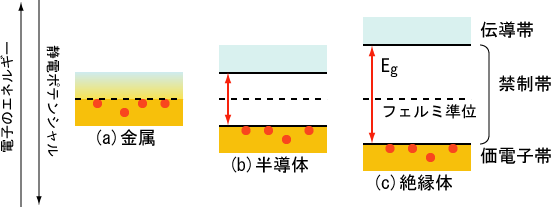
金属、および半導体・絶縁体のバンド構造の簡単な模式図

価電子帯（かでんしたい、valence band）とは、絶縁体や半導体において、価電子によって満たされたエネルギーバンドのことである。
絶対零度において「電子を含む一番エネルギーの高いバンド」が完全に電子で満たされている場合、これを狭義の充満帯 (filled band) と呼ぶ。これは絶縁体や半導体にのみ存在する。特に共有結合型結晶の充満帯を、価電子帯と呼ぶ。価電子帯の頂上から伝導帯の底までのギャップが、バンドギャップである。半導体や絶縁体においては、バンドギャップ中にフェルミ準位が存在する。
金属では価電子を含むバンドに空き準位がある（バンド中にフェルミ準位がある）ため、価電子がそのまま伝導電子（自由電子）となる。これに対し、半導体や絶縁体においては通常、価電子にバンドギャップを超えるエネルギーを与えて価電子帯から伝導帯へ励起することで、初めて伝導電子を得られる。完全に電子で占有された価電子帯では、電流は流れない。
なお広義には、電子で満たされた全てのエネルギーバンドを充満帯と呼ぶ。

## 半導体の場合
ダイヤモンド型構造あるいは閃亜鉛鉱型構造をとる半導体は、四面体方向に手が伸びているsp3混成軌道によって元素同士が結合しており、その結合性軌道によって価電子帯は構成されている。一方、伝導帯は反結合性軌道によって構成されている。
s軌道とp軌道のエネルギー差が大きく、Γ点では軌道の混成がないため価電子帯上端付近はほぼp軌道の成分からなり、バンド図上では上に凸なエネルギー分散関係になる。スピン軌道相互作用やkp摂動を取り入れることでバンドの縮退が解け、重い正孔バンド、軽い正孔バンド、スプリットオフバンドに分かれる。これは3つのp軌道、つまりpx、py、pz軌道の軌道角運動量成分(軌道磁気量子数 m = -1, 0, 1)がそれぞれ異なることと、スピン角運動量(s = ± 1/2)を含めた全角運動量の違いに由来する。
シリコン(Si)やゲルマニウム(Ge)のような単一元素からなるIV族半導体と、ヒ化ガリウム(GaAs)やヒ化インジウム(InAs)のような複数の元素からなる化合物半導体では価電子帯を構成している軌道の成分に違いがある。基本的には、価電子帯は電気陰性度の大きい元素由来のsp3混成軌道によって構成されている。
例えば、GaAsにおいてはGaとAsは共有結合で結合しているものの、同時にイオン性の結合も有している。電気陰性度の違いによりGa原子とAs原子に電荷の偏りが生じて電子はAs原子側に長い間滞在し、価電子がAs原子の軌道を占有する。すると、マーデルングポテンシャルによってAs由来のsp3混成軌道とGa由来のsp3混成軌道にエネルギー差が生じ、価電子帯はエネルギーの低いAs由来のsp3混成軌道から構成されることになる。